# Heterorhabdus farrani
Heterorhabdus farrani är en kräftdjursart som beskrevs av Brady 1918. Heterorhabdus farrani ingår i släktet Heterorhabdus och familjen Heterorhabdidae. Inga underarter finns listade i Catalogue of Life.